# مورگان آئرو ۸

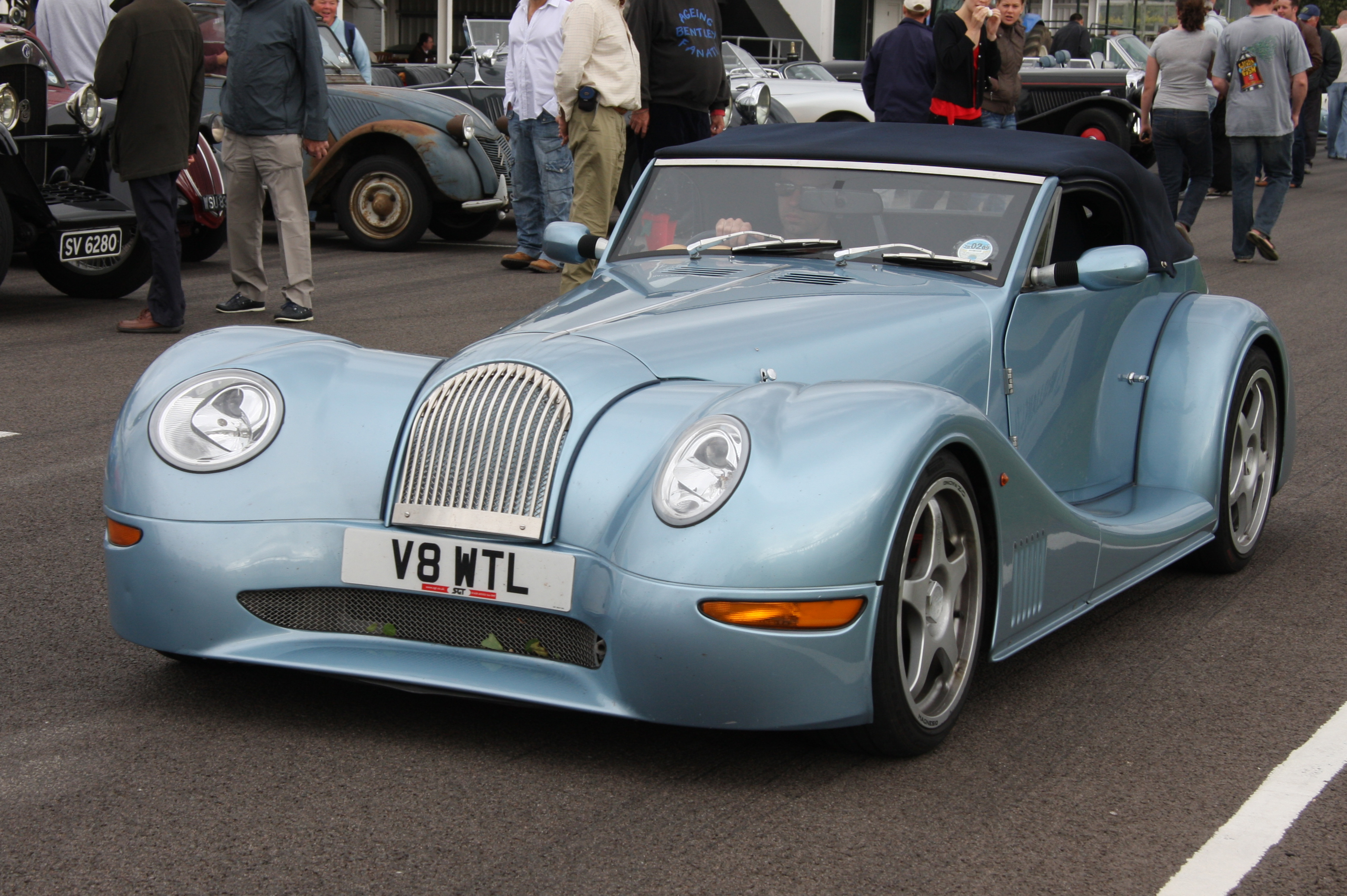

مورگان آئرو ۸ (Morgan Aero ۸) خودرویی است که در سال‌های ۲۰۰۱ تا ۲۰۱۰ تولید شده است.